# Green Party of Prince Edward Island
Die Green Party of Prince Edward Island ist eine politische Partei in der kanadischen Provinz Prince Edward Island. Sie steht der Green Party of Canada nah, allerdings sind die beiden grünen Parteien organisatorisch voneinander unabhängig. Die Partei wurde 2005 gegründet und ist seit 2015 in der Legislativversammlung von Prince Edward Island vertreten. Seit der Nachwahl im Februar 2024 hat sie drei Abgeordnete im Provinzparlament.

## Geschichte
Die Partei wurde 2005 gegründet, als erste Parteivorsitzende fungierte die Umweltaktivistin Sharon Labchuk. Bei der Provinzwahl 2007 stellte die Partei 18 Kandidaten in den 27 Wahlkreisen der Insel auf. Bei dieser Wahl erhielt die Partei 2.482 Stimmen (3,04 %), aber keine Sitze in der Legislativversammlung.
Bei den Provinzwahlen 2011 stellte die Partei landesweit 22 Kandidaten auf und erhielt 3.254 Stimmen (4,36 %), aber keine Sitze. Obwohl die Partei keinen Wahlkreis gewann, verzeichnete sie Wachstum, insbesondere in Charlottetown.
Sharon Labchuk trat am 12. Juli 2012 als Parteivorsitzende zurück. Im November wurde sie durch den Zahnarzt Peter Bevan-Baker ersetzt.
Bevan-Baker führte die Partei in die Provinzwahl 2015. Im Parteiprogramm von 2015 wurden höhere Investitionen in erneuerbare Energien, die Einstellung von mehr Gesundheitspersonal und niedrigere Steuern für Geringverdiener vorgeschlagen. Bei der Wahl 2015 erhielt die Partei 8.857 Stimmen (10,81 %) und einen Sitz. Im Wahlkreis New Haven-Rocky Point wurde der Parteivorsitzende Bevan-Baker gewählt.
Bevan-Baker würde die Partei auch in die Provinzwahl 2019 führen. Die Strategie der Partei bestand darin, ihren Fokus auf andere Themen als die Umwelt auszudehnen, etwa bezahlbaren Wohnraum und höhere Sozialleistungen. Bei der Wahl 2019 erhielt die Partei einen Rekordwert von 25.302 Stimmen (30,56 %) und gewann 8 von 27 Sitzen in der Legislativversammlung.
Bei der Provinzwahl 2023 erlebte die Partei einen Rückschlag. Trotz 16.134 Stimmen (21,57 %) konnte die Partei nur zwei Sitze gewinnen, da die Konservativen unter Dennis King die Mehrheit in der Legislativversammlung errangen. Drei Monate nach der Wahl trat Bevan-Baker als Parteivorsitzender zurück.
Bei einer Nachwahl im Jahr 2024 konnte die Partei den Wahlkreis Borden-Kinkora gewinnen und sicherte sich damit drei Abgeordnete in der Legislativversammlung.

## Vorsitzende
- Peter Bevan-Baker (2012–2023)
- Sharon Labchuk (2005–2012)

## Wahlergebnisse
| Wahl | Sitze total | Kandi- daten | Gew. Sitze | Stimmen | Anteil  |
| ---- | ----------- | ------------ | ---------- | ------- | ------- |
| 2023 | 27          | 25           | 2          | 16.134  | 21,57 % |
| 2019 | 27          | 27           | 8          | 25.302  | 30,56 % |
| 2015 | 27          | 24           | 1          | 8.857   | 10,81 % |
| 2011 | 27          | 22           | 0          | 3.254   | 4,36 %  |
| 2007 | 27          | 18           | 0          | 2.482   | 3,04 %  |